# Attalo II
Attalo Filadelfo (in greco antico: Ἄτταλος Φιλάδελφος?, Attalos Philadelphos; 220 a.C. – 138 a.C.), chiamato nella storiografia moderna Attalo II, è stato un sovrano pergameno, re di Pergamo dal 159 a.C. fino alla sua morte.
Fu, come gli altri Attalidi, amante e patrono delle lettere e delle arti.

## Biografia

### Origini e vita di corte

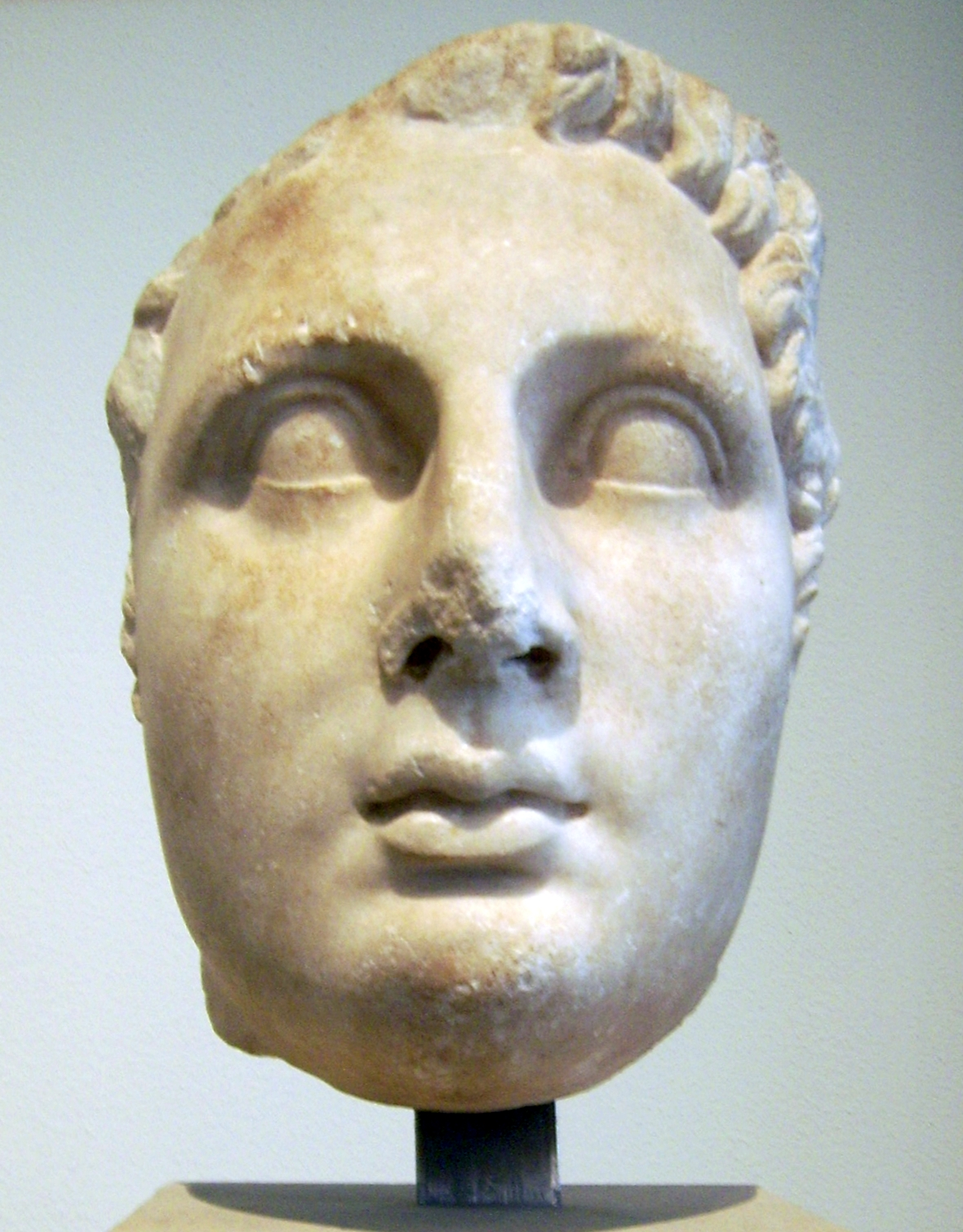
Testa di marmo che potrebbe raffigurare Attalo II Filadelfo o Attalo III.

Secondo figlio di Attalo I Sotere e della regina Apollonide, ascese al trono alla morte del fratello Eumene II, di cui sposò la vedova Stratonice nel 158 a.C..
Prima di diventare re, Attalo II era già un esperto comandante militare. Nel 190 a.C., resistette a un'invasione dei Seleucidi e l'anno seguente (189 a.C.) condusse le sue forze a combattere a fianco delle legioni romane sotto Gneo Manlio Vulso in Galazia. Nel 182 a.C. lo troviamo di nuovo in guerra contro i Seleucidi e con successo affrontò le forze armate di Farnace I del Ponto. Infine, aiutò i romani ancora nel 171 a.C., unendosi alle forze di Publio Licinio Crasso (console nel 171 a.C.) stanziate in Grecia per la terza guerra macedonica.
Attalo II fece anche frequenti visite diplomatiche a Roma, guadagnando la stima dei romani, i quali gli vollero offrire aiuto per rovesciare suo fratello, ma egli rifiutò. Polibio narra che nel 161 a.C., ambasciatori di Prusia II di Bitinia e dei Galati, raggiunsero Roma per accusare il fratello Eumene II. Quest'ultimo per discolparsi fu costretto ad inviare Attalo.

### Regno

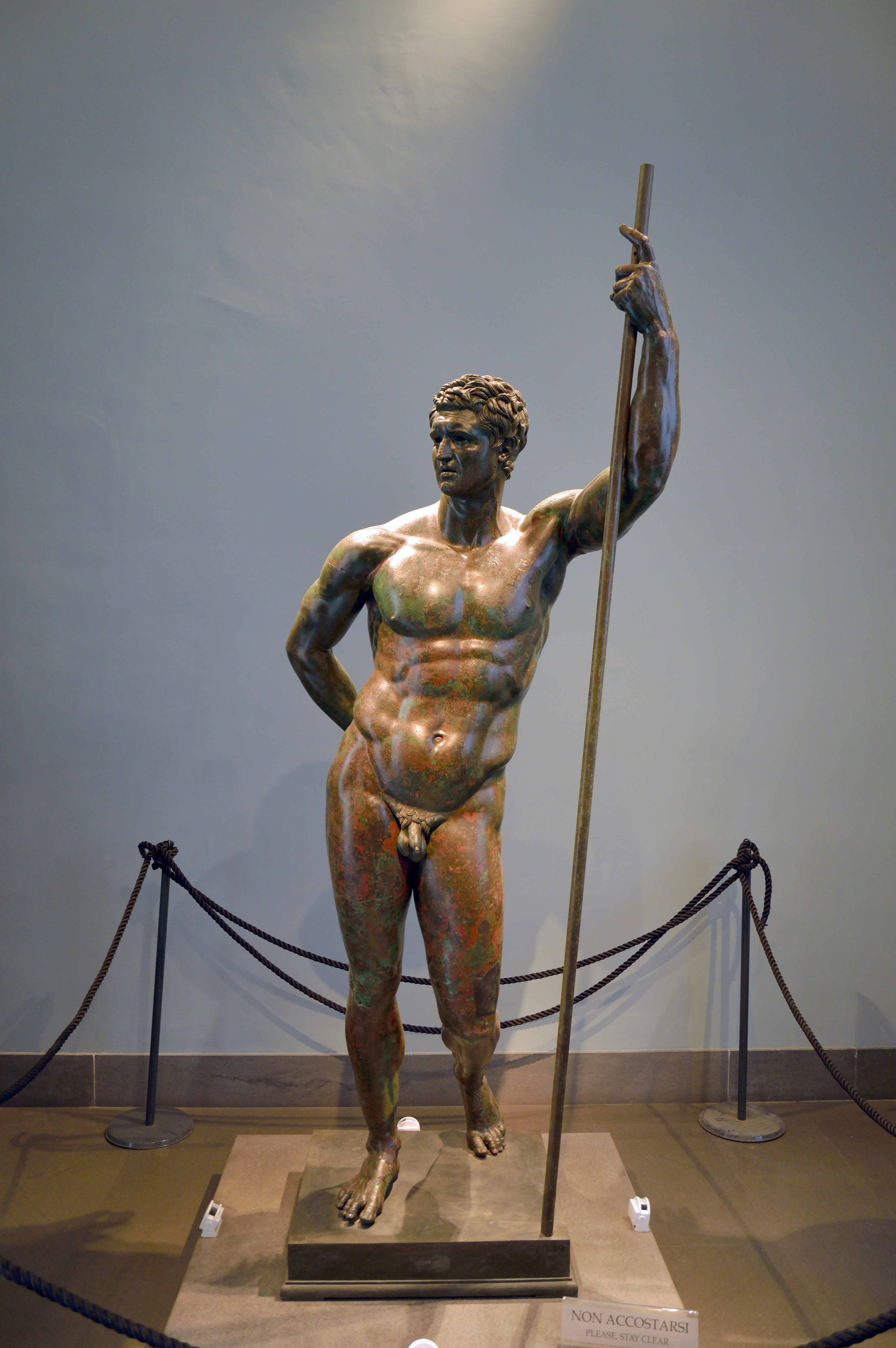
Il Principe ellenistico, oggi a Roma presso Palazzo Massimo, è stato identificato come un possibile ritratto di Attalo II.

Con la morte del fratello Eumene II, salì al trono nel 159 a.C., divenendo tutore di Attalo III (figlio minorenne di Eumene II), seppure di fatto re di Pergamo. Egli, recatosi ancora una volta a Roma nel 159 a.C., non solo riuscì a discolparsi dalle accuse che i Galati, inviati da Prusia II, gli avevano mosso, ma prima di tornare in patria, il senato romano lo colmò di onori e doni, consolidando l'alleanza con i Romani.
(Polibio, Storie, XXXII, 1.7.)
Pochi anni più tardi, nel 158 a.C./157 a.C., Attalo II, restituì il trono al vecchio re di Cappadocia, Ariarate V, che gli era stato sottratto da Oroferne, fratello del re di Siria, Demetrio I Sotere. Nel 156 a.C. fu costretto a difendersi da un attacco di Prusia II, re di Bitinia, che riuscì ad avvicinarsi alla stessa Pergamo.
(Polibio, Storie, XXXII, 15.1-4.)
Ancora Prusia tentò invano di assediare Elea e poi durante la ritirata, saccheggiò il tempio di Artemide a Iera Come, oltre al santuario di Apollo Cinneio a Temno. Ma la collera divina, racconta Polibio, colpì le sue armate, che durante la strada del ritorno in patria, soffrirono di fame e dissenteria.

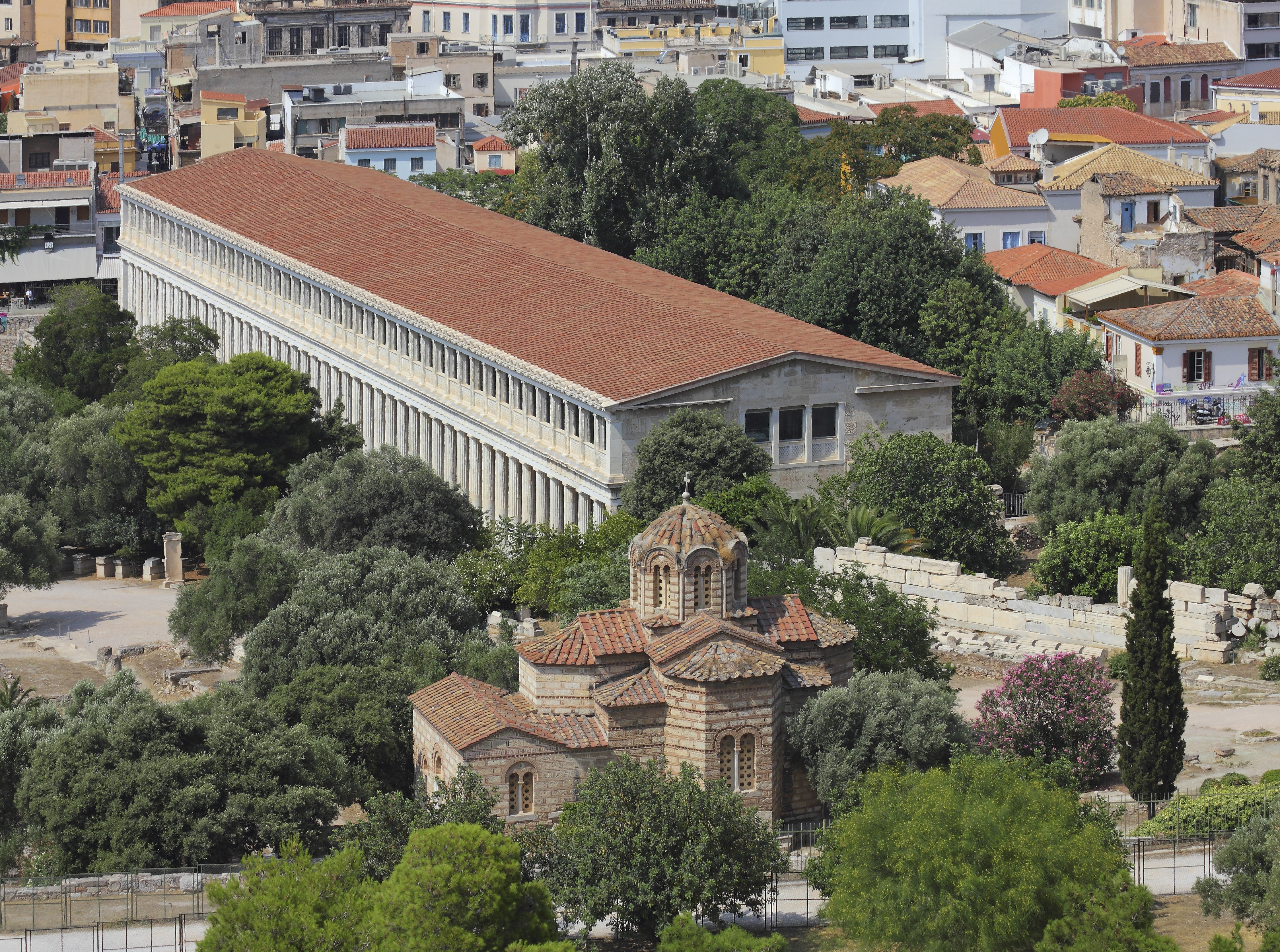
Stoà di Attalo

I Romani decisero quindi di aiutare Attalo contro Prusia II, dopo l'invasione di quest'ultimo ai danni del regno di Pergamo, mandando prima presso i due re come legati, un certo Lucio Apuleio e Gaio Petronio (nel 155 a.C.). La ragione fu riconosciuta ad Attalo e Roma diede l'ordine di sospendere definitivamente le ostilità a Prusia (nel 154 a.C.). Ancora in seguito, Roma si schierò con lui per aiutare il pretendente Alessandro Balas ad impadronirsi del trono seleucide di Demetrio I (nel 150 a.C.), ed aiutando infine Nicomede II Epifane a prendere in mano il regno di Bitinia sottraendolo al padre Prusia II, da sempre acerrimo nemico di Attalo II (nel 149 a.C.).
Attalo II riuscì così ad espandere il suo regno con l'aiuto del suo buon amico ed alleato Ariarate V di Cappadocia, fondando le città di Filadelfia e Attalia. Egli era rinomato mecenate delle arti e delle scienze, e fu l'inventore di un nuovo tipo di ricamo. A testimonianza di ciò e della sua grande generosità, donò alla città di Atene uno splendido porticato, detto appunto "Stoà di Attalo". In età avanzata, faceva affidamento sul suo primo ministro, chiamato Filopomene (Φιλοποίμην), per essere aiutato nelle incombenze governative. Fu il tutore del nipote Attalo III.